# Fußball-Weltmeisterschaft 1958/Schottland
Dieser Artikel behandelt die schottische Fußballnationalmannschaft bei der Fußball-Weltmeisterschaft 1958.

## Qualifikation
| Schottland | - | Spanien    | 4:2 | Mudie 22' 70' 79', Hewie 41' / Suárez 19', Kubala 28'          |
| Schweiz    | - | Schottland | 1:2 | Vonlanthen 13' / Mudie 33', Collins 72'                        |
| Spanien    | - | Schottland | 4:1 | Mateos 11', Kubala 33', Basora 60' 87' / Smith 79'             |
| Schottland | - | Schweiz    | 3:2 | Robertson 29', Mudie 52', Scott 70' / Riva 35', Vonlanthen 79' |

## Schottisches Aufgebot
| Nr.               | Name             | Verein vor WM-Beginn | Geburtstag | Spiele   | Tore     | Platzverweise |          |
| Torhüter          | Torhüter         | Torhüter             | Torhüter   | Torhüter | Torhüter | Torhüter      | Torhüter |
| ----------------- | ---------------- | -------------------- | ---------- | -------- | -------- | ------------- | -------- |
| 1                 | Tommy Younger    | FC Liverpool         | 10.04.1930 | 2        | 0        | 0             |          |
| 2                 | Bill Brown       | FC Dundee            | 08.10.1931 | 1        | 0        | 0             |          |
| Abwehrspieler     |                  |                      |            |          |          |               |          |
| 3                 | Alex Parker      | FC Everton           | 02.08.1935 | 1        | 0        | 0             |          |
| 4                 | Eric Caldow      | Glasgow Rangers      | 14.05.1934 | 3        | 0        | 0             |          |
| 5                 | John Hewie       | Charlton Athletic    | 13.12.1927 | 2        | 0        | 0             |          |
| 6                 | Harry Haddock    | FC Clyde             | 28.07.1925 | 0        | 0        | 0             |          |
| 7                 | Ian McColl       | Glasgow Rangers      | 07.06.1927 | 0        | 0        | 0             |          |
| 10                | Tommy Docherty   | Preston North End    | 24.08.1928 | 0        | 0        | 0             |          |
| Mittelfeldspieler |                  |                      |            |          |          |               |          |
| 9                 | Bobby Evans      | Celtic Glasgow       | 16.07.1927 | 3        | 0        | 0             |          |
| 11                | Dave Mackay      | Heart of Midlothian  | 14.11.1934 | 1        | 0        | 0             |          |
| 12                | Doug Cowie       | FC Dundee            | 01.05.1926 | 2        | 0        | 0             |          |
| 19                | Bobby Collins    | Celtic Glasgow       | 16.02.1931 | 3        | 1        | 0             |          |
| Stürmer           |                  |                      |            |          |          |               |          |
| 8                 | Eddie Turnbull   | Hibernian Edinburgh  | 12.04.1923 | 3        | 0        | 0             |          |
| 13                | Sammy Baird      | Glasgow Rangers      | 13.05.1930 | 1        | 1        | 0             |          |
| 14                | Graham Leggat    | FC Aberdeen          | 20.06.1934 | 2        | 0        | 0             |          |
| 15                | Alex Scott       | Glasgow Rangers      | 22.11.1936 | 0        | 0        | 0             |          |
| 16                | Jimmy Murray     | Heart of Midlothian  | 04.02.1933 | 2        | 1        | 0             |          |
| 17                | Jackie Mudie     | FC Blackpool         | 10.04.1930 | 3        | 1        | 0             |          |
| 18                | John Coyle       | FC Clyde             | 28.09.1932 | 0        | 0        | 0             |          |
| 20                | Archie Robertson | FC Clyde             | 15.09.1929 | 1        | 0        | 0             |          |
| 21                | Stewart Imlach   | Nottingham Forest    | 06.01.1932 | 2        | 0        | 0             |          |
| 22                | Willie Fernie    | Celtic Glasgow       | 22.11.1928 | 1        | 0        | 0             |          |
| Trainer           |                  |                      |            |          |          |               |          |
|                   | Dawson Walker    |                      | 14.03.1916 |          |          |               |          |

## Spiele der schottischen Mannschaft

### Vorrunde
- Jugoslawien –  Schottland 1:1 (1:0)

Stadion: Arosvallen (Västerås)
Zuschauer: 9.500
Schiedsrichter: Wyssling (Schweiz)
Tore: 1:0 Petaković (6.), 1:1 Murray (49.)
- Paraguay –  Schottland 3:2 (2:1)

Stadion: Idrottspark (Norrköping)
Zuschauer: 12.000
Schiedsrichter: Orlandini (Italien)
Tore: 1:0 Agüero (4.), 1:1 Mudie (24.), 2:1 Ré (45.), 3:1 Parodi (73.), 3:2 Collins (74.)
- Frankreich –  Schottland 2:1 (2:0)

Stadion: Eyravallen (Örebro)
Zuschauer: 13.500
Schiedsrichter: Brozzi (Argentinien)
Tore: 1:0 Kopa (22.), 2:0 Fontaine (44.), 2:1 Baird (58.)
In der Gruppe 2 gab es keinen Favoriten. Die negative Überraschung waren allerdings die Schotten. Gegen Jugoslawien reichte es noch zu einem 1:1, doch gegen Paraguay gab es eine 2:3-Niederlage. Da es auch gegen die Franzosen eine 1:2-Niederlage setzte, schied man, auf dem vierten Platz landend, aus. Gruppensieger wurde Frankreich mit seinem WM-Torjäger Just Fontaine, der bei dieser WM den bis heute bestehenden Rekord von 13 Treffern aufstellte. Schon gegen Paraguay war er beim 7:3 drei Mal erfolgreich. Selbst die zwei Treffer der Franzosen bei der 2:3-Niederlage gegen den späteren Gruppenzweiten, Jugoslawien, erzielte Fontaine. Das 3:3 gegen Paraguay reichte den Jugoslawen zum Weiterkommen, mit einem Punkt Vorsprung vor den Südamerikanern.